# Roland Gabriel
Roland Alban Gabriel (* 12. Juni 1947 in Saarlouis; † 28. März 2023 in Hülzweiler) war ein deutscher Wirtschaftsinformatiker.

## Leben
Gabriel studierte an der Universität des Saarlandes in Saarbrücken Wirtschaftswissenschaft und Informatik, ein Aufbaustudium in Operations Research (M.O.R.) absolvierte er an der RWTH Aachen, promoviert und habilitiert hat er an der Universität-Gesamthochschule Duisburg. 1983 und 1984 war er für Forschungsarbeiten bei IBM tätig. Daran schlossen sich Lehrverpflichtungen als Professor an den Universitäten Duisburg, Marburg, Bielefeld sowie an der EBS Universität für Wirtschaft und Recht in Oestrich-Winkel an. Ab 1989 war Roland Gabriel Inhaber des Lehrstuhls für Wirtschaftsinformatik an der Fakultät für Wirtschaftswissenschaft an der Ruhr-Universität Bochum (RUB). Er war Mitglied des Direktoriums des Instituts für Unternehmensführung (ifu), Mitglied des Vorstandes des Instituts für IT-Sicherheit HGI und bis Mai 2014 Direktor des Instituts für Sicherheit im E-Business und des Rechenzentrums an der Ruhr-Universität Bochum. Zudem war er Leiter des Competence Center E-Commerce am ifu, des Ruhr Competence Center Business Intelligence (RuCCBI) und des Competence Center eHealth Ruhr (CCeHR).
Forschungsschwerpunkte von Gabriel waren Informationsmanagement, Managementunterstützungssysteme, Data Warehousing, Business Intelligence, E-Commerce, E-Business, Sicherheit im E-Business, E-Learning, Lern-Service-Engineering, E-Health und Social Media.

## Schriften (Auswahl)
- zusammen mit Peter Weber, Nadja Schroer und Thomas Lux: Basiswissen Wirtschaftsinformatik, 2. Auflage, W3L-Verlag, Witten 2014, ISBN 978-3-86834-051-8
- zusammen mit Peter Gluchowski und Alexander Pastwa: Data Warehouse und Data Mining, W3L-Verlag, Witten 2009, ISBN 978-3-937137-66-7
- zusammen mit Peter Gluchowski und Carsten Dittmar: Management Support Systeme und Business Intelligence, Computergestützte Informationssysteme für Fach- und Führungskräfte, 2. Auflage, Springer, Berlin 2008, ISBN 3-540-23543-4
- zusammen mit Dirk Beier: Informationsmanagement in Organisationen, Kohlhammer, Stuttgart 2003, ISBN 3-17-017258-1
- zusammen mit Heinz-Peter Röhrs: Gestaltung und Einsatz von Datenbanksystemen - Data Base Engineering und Datenbank-Architekturen, Springer, Berlin 2003, ISBN 3-540-44231-6
- zusammen mit Uwe Hoppe (Hrsg.): Electronic Business - Theoretische Aspekte und Anwendungen in der betrieblichen Praxis, Festschrift für Jörg Biethahn, Physica, Heidelberg 2002, ISBN 3-7908-1497-0
- zusammen mit Friedrich Knittel, Holger Taday, Ane-Kristin Reif-Mosel: Computergestützte Informations- und Kommunikationssysteme in der Unternehmung: Technologien, Anwendungen, Gestaltungskonzept, 2. Auflage, Springer, Berlin 2002, ISBN 3-540-66513-7
- zusammen mit Peter Gluchowski und Peter Chamoni: Management Support Systeme: Computergestützte Informationssysteme für Führungskräfte und Entscheidungsträger, Springer, Berlin 1997, ISBN 3-540-61782-5
- zusammen mit Heinz-Peter Röhrs: Datenbanksysteme: Konzeptionelle Datenmodellierung und Datenbankarchitekturen, Springer, Berlin 1995 (2. Auflage), ISBN 3-540-60079-5
- als Herausgeber, zusammen mit Brigitte Werners: Operations Research - Reflexionen aus Theorie und Praxis, Festschrift zum 60. Geburtstag von Hans-Jürgen Zimmermann, Springer-Verlag, Heidelberg 1994, ISBN 3-540-57988-5
- zusammen mit Klaus Begau, Friedrich Knittel und Holger Taday: Büroinformations- und -kommunikationssysteme, Physica-Verlag, Heidelberg 1994, ISBN 3-7908-0773-7
- Wissensbasierte Systeme in der betrieblichen Praxis, McGraw-Hill, London 1992, ISBN 3-89028-370-5
- Konstruktionsprinzipien für Modell- und Methodenbanksysteme als universelle interaktive Planungssysteme und Anwendungen für ausgewählte Beispiele der praktischen computerunterstützten Entscheidungsfindung, Universität Duisburg, Habilitationsschrift, Duisburg 1984, DNB 850077842
- Optimierungsmodelle bei logischen Verknüpfungen: Modellaufbau u. Modellösung von Mixed-Integer-Problemen bei qualitativen Anforderungen, Dissertationsschrift, Wirtschaftsinformatik und quantitative Betriebswirtschaftslehre 6, Minerva-Publ., München 1982, ISBN 3-597-10329-4